# 国際連合安全保障理事会決議822
国際連合安全保障理事会決議822（こくさいれんごうあんぜんほしょうりじかいけつぎ822、英: United Nations Security Council Resolution 822）は、1993年4月30日に国際連合安全保障理事会で採択された決議である。アルメニアとアゼルバイジャンの関係の悪化と戦闘の激化、人道的状況の悪化に対して懸念を表した上で、即時停戦とアゼルバイジャンのナゴルノ・カラバフ付近のキャルバジャル県を占領しているアルメニア軍の即時撤退を要求した。

## 背景
第1次ナゴルノ・カラバフ戦争は、1980年代後半から1994年5月まで続いた民族紛争と領土紛争であり、アゼルバイジャン南西部のナゴルノ・カラバフの飛び地においてアルメニアを後ろ楯とした多数派民族のアルメニア人とアゼルバイジャンが戦った。戦争が進行するにつれ、アゼルバイジャンがナゴルノ・カラバフの分離独立運動を抑制しようとしたため、ともに旧ソ連構成国であるアルメニアとアゼルバイジャンは、長引く宣戦布告なきカラバフの山岳戦で身動きが取れなくなった。
1992年頃には、両国は全面戦争に突入していたが、冬が近づくにつれ、電気やガスなどの資源を国内向けに温存するために両国は全面的な攻勢を控えるようになった。カラバフの住民向けに経済的な高速道路が開通したにもかかわらず、アルメニアとカラバフはアゼルバイジャンが課した経済封鎖により大損害を受けていた。1992年から1993年の冬は、アルメニアとカラバフの多くの住民が暖房と温水なしで過ごしたために、特に冷え込んだ。
1993年春、アルメニアは新たな攻勢を仕掛け、前年からアゼルバイジャンが支配していたカラバフ北部の村を制圧した。軍事的な敗北への不満によりアゼルバイジャン国内の戦線が悪影響を受け、同様にアルメニアにおいても政治的な混乱とレヴォン・テル＝ペトロシャン大統領への批判に見舞われていた。

### キャルバジャル
アルメニアと国境を接するキャルバジャル県は、カラバフ北部の西にあり、地域の公式な境界の外にあった。人口6万人で、数十のアゼルバイジャン人とクルド人の村が存在していた。1993年春、Martakertのサルサング貯水池付近のアルメニアの支配地域がアゼルバイジャンの攻撃を受けていると報じられた。アルメニア軍は襲撃と砲撃が行われているとされたキャルバジャルの占領任務を負っていた。
4月2日、アルメニア軍は2方向からキャルバジャル県に進軍し、Ganjeとキャルバジャルの交差点に侵入したアゼルバイジャン軍を攻撃した。アゼルバイジャン軍はアルメニア軍を止められず壊滅し、2回目の攻撃においてもアゼルバイジャン軍を制圧し、4月3日頃には、アルメニア軍がキャルバジャル県を支配した。アゼルバイジャンの大統領アブルファズ・エルチベイは2ヶ月間も緊急事態宣言を発令し、国民皆兵を導入した。ヒューマン・ライツ・ウォッチは、キャルバジャルへの攻勢において、アルメニア軍は民間人の強制移動や無差別攻撃、人質を取るなど多数の戦時国際法の違反を犯したと結論づけた。

## 決議
4月30日、安保理において、トルコとパキスタンの共同提案で即時停戦とキャルバジャル県を占領する軍の撤退を要求する決議822が採択された。
安保理は、当事国に対して欧州安全保障協力機構ミンスクグループによる和平プロセスの枠組みの中で紛争終結に向けた交渉を再開させ、和平プロセスを阻害するようなあらゆる行動を控えるように要求した。
また、当事国に国際人道法に基づいた義務を果たすことを再認識させた上で、人道的支援により市民の苦痛を和らげるための国際的な人道救援を無制限に活用できるようにするように要求した。
最後に、ブトロス・ブトロス＝ガーリ国際連合事務総長に対して、欧州安全保障協力機構とミンスクグループの各責任者と相談した上で、状況を見極めて、報告書を提出するように要求した。

## 余波
両国は決議822の採択を歓迎したが、戦闘は1993年から1994年まで続いた。1994年5月5日、互いに疲弊したために、両国は停戦とその監視に同意し、5月12日に発効した。一部の地域で散発的な戦闘が続いたものの、2020年に第2次ナゴルノ・カラバフ戦争が勃発するまで停戦が続いた。